# استون تمپل پایلتس
اِستون تِمپل پایلتس (به انگلیسی: Stone Temple Pilots) یک گروه راک آمریکایی است که در سال ۱۹۸۶ پایه‌گذاری شد و در سال ۱۹۹۲ با انتشار آلبوم Core رسماً فعالیتش را آغاز کرد.
۵ آلبوم اول گروه فقط در آمریکا ۱۷ میلیون نسخه و در کل دنیا فروشی بیشتر از ۴۰ میلیون نسخه داشته‌است.

## تاریخچه
اعضای گروه در سال ۲۰۰۳ پس از انتشار برگزیده آثارشان در آلبومی به نام Thank You هر کدام راه جداگانه‌ای در پیش گرفتند. وِیلند به وِلوِت ریولوِر(گروهی که اِسلَش و داف مَک‌کَگَن پس از جدایی از گانز ان روزز پایه‌گذاری کردند) رفت. برادران دی‌لئو گروهی به نام آرمی آو اِنی‌وان تشکیل دادند و اریک کرِتز استودیوی بامب شلتر را در لوس آنجلس تأسیس کرد. آنها در سال ۲۰۰۸ در پی جدا شدن وِیلند از وِلوِت ریولوِر دوباره گردهم آمدند و در سال ۲۰۱۰ ۶اُمین و آخرین آلبوم استودیویی‌شان که هم‌نام خود گروه بود را منتشر کردند.

## اعضا
- اسکات وِیلند: آواز
- دین دی‌لئو: گیتار الکتریک
- رابرت دی‌لئو: گیتار بیس
- اریک کرِتز: درامز

## آلبوم‌ها
| تاریخ انتشار    | نام آلبوم                                     |
| --------------- | --------------------------------------------- |
| ۲۹ سپتامبر ۱۹۹۲ | Core                                          |
| ۳۱ مه ۱۹۹۴      | Purple                                        |
| ۲۶ مارس ۱۹۹۶    | Tiny Music...Songs from the Vatican Gift Shop |
| ۲۶ اکتبر ۱۹۹۹   | No.4                                          |
| ۱۹ ژوئن ۲۰۰۱    | Shangri-La Dee da                             |
| ۲۵ مه ۲۰۱۰      | (2010) Stone Temple Pilots                    |
| ۲۵ مه ۲۰۱۸      | (2018) Stone Temple Pilots                    |
| ۷ فوریه ۲۰۲۰    | Perdida                                       |

## جوایز

### ۱۹۹۳
- برنده جایزه بهترین اجرای هارد راک از جوایز موسیقی گرمی برای آهنگ Plush